# والتر وود
والتر وود (بالإنجليزية: Walter Wood)‏ هو متزحلق حر أمريكي، ولد في 5 مارس 1992 في الولايات المتحدة.

## وصلات خارجية
- الموقع الرسمي
- والتر وود على موقع الاتحاد الدولي للتزلج (التزلج الحر) (الإنجليزية)